# Hardangerfjord
De Hardangerfjord (Noors: Hardangerfjorden) is een circa 170 kilometer lange fjord gelegen aan de zuidwestkust van de Atlantische Oceaan van Noorwegen, in de provincie Vestland. De fjord loopt van het zuidwesten naar het noordoosten.
Enige grote eilanden die voor de fjord liggen zijn Stord, Bømlo en Tysnesøy. In de fjord bevindt zich het eiland Varaldsøy. De fjord is circa 725 meter diep. Zijarmen van de Hardangerfjord zijn de Eidfjord en de Sørfjord.
De grootste stad in de omgeving is Bergen. Enkele gemeenten langs de Hardangerfjord zijn:
- Eidfjord
- Granvin
- Jondal
- Kvam
- Kvinnherad
- Odda
- Ullensvang
- Ulvik

De regio rond de Hardangerfjord wordt ook wel Hardanger genoemd.

## Externe link

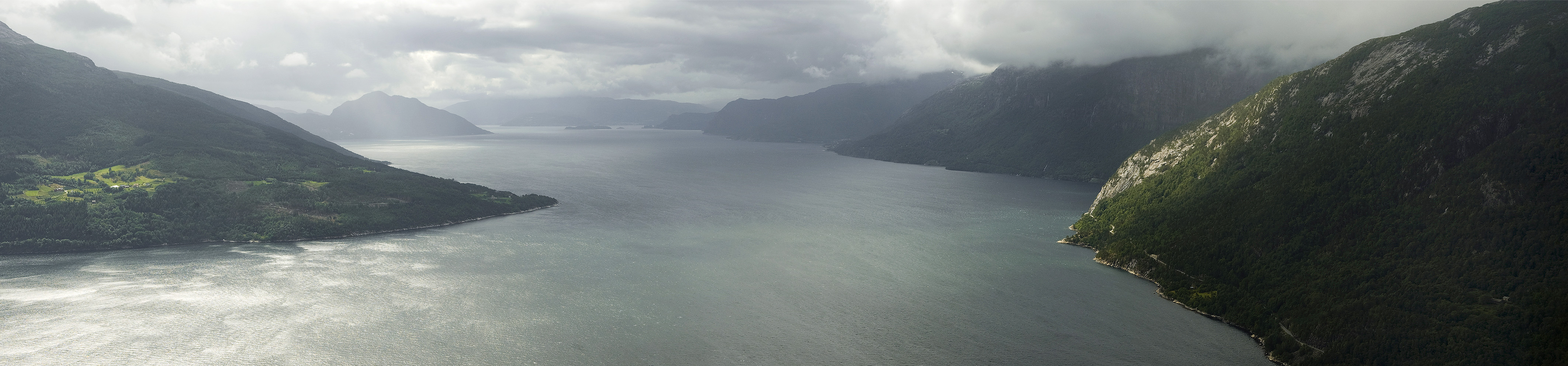
De Hardangerfjord vanaf Ullensvang